# Seaside Heights
Seaside Heights és una població dels Estats Units a l'estat de Nova Jersey. Segons el cens del 2006 tenia 3.319 habitants.

## Demografia
Segons el cens del 2000, Seaside Heights tenia 3.155 habitants, 1.408 habitatges, i 691 famílies. La densitat de població era de 1.997 habitants/km².
Dels 1.408 habitatges en un 25,6% hi vivien nens de menys de 18 anys, en un 26,8% hi vivien parelles casades, en un 16,3% dones solteres, i en un 50,9% no eren unitats familiars. En el 40,1% dels habitatges hi vivien persones soles el 9% de les quals corresponia a persones de 65 anys o més que vivien soles. El nombre mitjà de persones vivint en cada habitatge era de 2,17 i el nombre mitjà de persones que vivien en cada família era de 2,93.
Per edats la població es repartia de la següent manera: un 23,3% tenia menys de 18 anys, un 10,9% entre 18 i 24, un 35,4% entre 25 i 44, un 19,3% de 45 a 60 i un 11% 65 anys o més.
L'edat mediana era de 33 anys. Per cada 100 dones de 18 o més anys hi havia 102,8 homes.
La renda mediana per habitatge era de 25.963 $ i la renda mediana per família de 27.197 $. Els homes tenien una renda mediana de 30.354 $ mentre que les dones 21.899 $. La renda per capita de la població era de 18.665 $. Aproximadament el 21,9% de les famílies i el 24,1% de la població estaven per davall del llindar de pobresa.

## Poblacions més properes
El següent diagrama mostra les poblacions més properes.